# Raúl Arias
Raúl Arias Rosas (ur. 29 października 1957 w mieście Meksyk) – meksykański piłkarz występujący na pozycji defensywnego pomocnika, reprezentant Meksyku, trener piłkarski.
Arias jest wychowankiem zespołu Tampico Madero FC. W meksykańskiej Primera División premierowe spotkanie rozegrał 31 lipca 1977 z Américą (1:2). Cały 15–letni okres kariery piłkarskiej spędził w pierwszoligowych klubach meksykańskich. W tamtejszej najwyższej klasie rozgrywkowej strzelił trzydzieści bramek w 398 występach, zanotował także osiemnaście czerwonych kartek. Największe sukcesy osiągnął z Pueblą – mistrzostwo Meksyku w sezonie 1982/1983, wicemistrzostwo w rozgrywkach 1991/1992 oraz Puchar Mistrzów CONCACAF w 1991 roku.
W 1983 roku, jako zawodnik Puebli, Arias został powołany do seniorskiej reprezentacji Meksyku przez selekcjonera Borę Milutinovicia. W kadrze narodowej rozegrał dwa spotkania i strzelił jednego gola.
Karierę trenerską Arias rozpoczął w 1998 roku w Necaxie. W debiutanckim sezonie Verano 1998, wywalczył wicemistrzostwo Meksyku, natomiast już pół roku później sięgnął z Necaxą po tytuł mistrzowski. Inne sukcesy odniesione przez Ariasa w ciągu 7–letniej pracy w Necaxie to drugie wicemistrzostwo (Verano 2002) oraz zwycięstwo w Pucharze Mistrzów CONCACAF (1999). Ponadto w 2000 roku doszedł do półfinału Klubowych Mistrzostw Świata, w meczu o trzecie miejsce pokonując po rzutach karnych hiszpański Real Madryt.
Latem 2005 Arias objął drużynę San Luis FC, z którą wywalczył największy sukces w historii klubu – tytuł wicemistrzowski w sezonie Clausura 2006. Wiosną 2009 Arias ponownie został szkoleniowcem Necaxy, z którą jednak spadł do drugiej ligi meksykańskiej. W tym samym roku zanotował także krótki epizod w najbardziej utytułowanym zespole w swojej ojczyźnie – Chivas de Guadalajara. W sierpniu 2011 zastąpił José Luisa Sáncheza Solę na stanowisku trenera klubu Tecos UAG z siedzibą w mieście Guadalajara. Odszedł z drużyny pod koniec października z powodu słabych wyników.
W kwietniu 2012 Arias został trenerem peruwiańskiego zespołu Club Cienciano.